# Dibbersen-Donnerstedt
Dibbersen-Donnerstedt war eine Gemeinde im Landkreis Braunschweig. Heute ist das ehemalige Gemeindegebiet auf die Ortsteile Dibbersen und Donnerstedt der Gemeinde Thedinghausen im niedersächsischen Landkreis Verden aufgeteilt.

## Geografie

### Lage
Dibbersen und Donnerstedt liegen im mittleren bis nordwestlichen Bereich der Gemeinde Thedinghausen, zwei bis drei Kilometer vom Kernort Thedinghausen entfernt. 

### Flüsse
Die Weser fließt nördlich vorbei.

### Nachbargemeinden
Die Nachbargemeinden waren damals (im Uhrzeigersinn, im Norden beginnend) Horstedt, Eißel, Thedinghausen, Felde und Riede.

## Geschichte
Am 1. Juli 1972 wurde die Gemeinde Dibbersen-Donnerstedt in die Gemeinde Thedinghausen eingegliedert. Diese wechselte in den Landkreis Verden.